# Chiesa di Santo Stefano dei Cavalieri

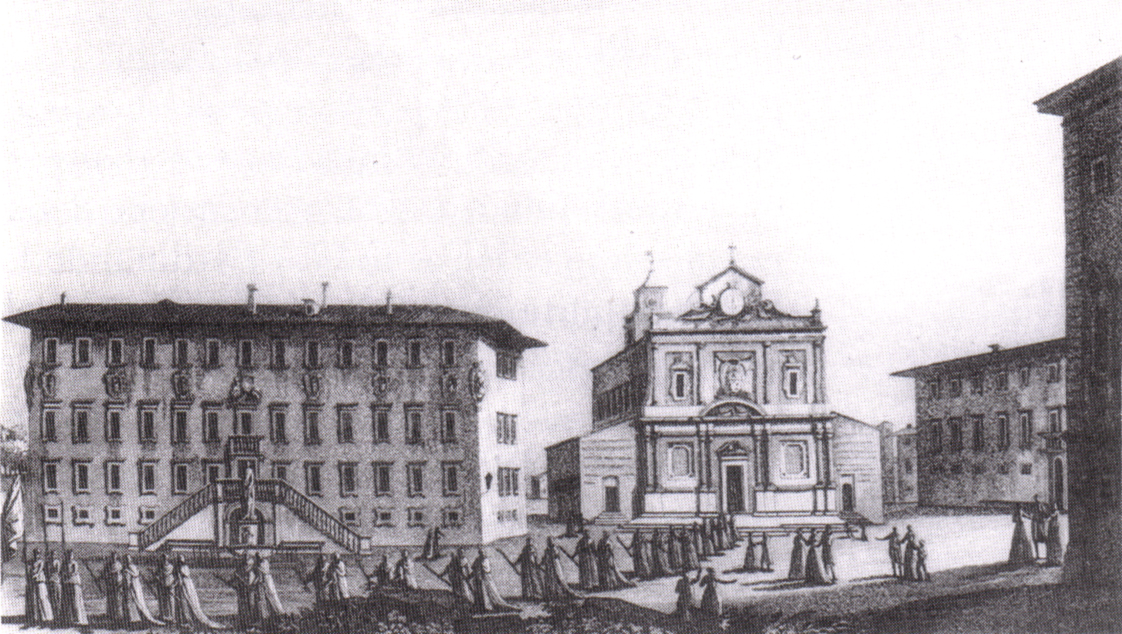
Giuseppe Pera, Veduta della piazza dei Cavalieri (1801-1803)

La chiesa di Santo Stefano dei Cavalieri è un luogo di culto cattolico che si trova nel centro storico di Pisa, in piazza dei Cavalieri, dedicata a Santo Stefano papa e martire.

## Storia
La prima pietra della chiesa fu posta il 17 aprile 1565 da Cosimo I de' Medici, il committente del rinnovato spazio pubblico di piazza dei Cavalieri per l'Ordine dei cavalieri di Santo Stefano, fondato dal granduca per combattere la pirateria islamica nel Mediterraneo.
Progettata da Giorgio Vasari, per costruirla in piena libertà venne demolita l'antica chiesa di San Sebastiano alle Fabbriche Maggiori, citata dal 1074, che prendeva il nome dalle officine dei fabbri presenti nella zona, almeno dal VII al XIII secolo. Ai lavori sovrintese David Fortini e furono ultimati nell'agosto del 1567; il 21 dicembre 1569 la chiesa venne consacrata.
Il campanile,  aggiunto tra il 1570 e il 1572,   caratterizzato da un'elegante cella campanaria con trifore, fu eretto da Giovanni Fancelli su disegno del Vasari.
Nel secolo successivo, la chiesa fu decorata con la maggior parte delle tele che ancora vi sono esposte, dipinte dai maggiori maestri del Seicento fiorentino. L'altare e la navata furono progettati da Pier Francesco Silvani.
Tra il 1683 e il 1691 furono edificati i due corpi laterali, usati come spogliatoi e magazzini dei cavalieri. Nel Settecento alcuni progetti (di Gherardo Mechini, Paolo Guidotti...) suggerirono di trasformare la pianta della chiesa a croce latina, ma non vennero messi in opera.
Nell'Ottocento di nuovo fu indetto un concorso per rinnovare drasticamente il volto della chiesa: dei numerosi progetti pervenuti (di Ranieri Gherardi, Torpè Donati, Alessandro Gherardesca, Florido Galli, Niccolò Matas e Pasquale Poccianti) venne scelto quello del Poccianti, che prevedeva la realizzazione di due navate laterali articolate per mezzo di grandi colonnati, ma nessuno venne attuato. Nel 1859 l'ingegner Gaetano Niccoli, dopo la soppressione dell'Ordine, realizzò due vani simili a navate a partire dai corpi laterali, con la sistemazione che tutt'oggi si può vedere.
Con la soppressione dell'Ordine, la chiesa passò prima al Fondo Culti e successivamente al Demanio.
Attualmente il demanio concede la chiesa in uso, solo per il culto, alla diocesi e il vescovo ne nomina il rettore. 

Nel 2014, grazie al contributo della Fondazione Cassa di Risparmio di Pisa venne operato il rifacimento di parte della copertura della chiesa, danneggiata da infiltrazioni d'acqua che già avevano colpito la pala lignea raffigurante la Lapidazione di Santo Stefano, dipinta dallo stesso Vasari (restaurata grazie ad un finanziamento da Esselunga).
In un piccolo cortile, sul retro dell'abside, ove erano stati posti i ponteggi, sono stati scoperti, in uno stato di assoluto abbandono ed esposti alle intemperie, una serie di "reperti, fra cui basamenti, iscrizioni e frammenti di colonne".

## Architettura

### Esterno
La facciata, in marmo bianco di Carrara, fu disegnata da Don Giovanni de' Medici, figliastro di Cosimo I, il cui progetto fu preferito a quello originario del Vasari. Venne coadiuvato da Alessandro Pieroni. È caratterizzata da due ordini con colonne, lesene, cornici laterali, un arco ribassato al centro e un timpani con lo stemma dei Medici e dell'Ordine di Santo Stefano. Un'iscrizione ricorda l'edificazione della chiesa e un'altra la realizzazione della facciata ai tempi di Ferdinando I de' Medici.
Le ali laterali vennero intonacate e decorate sobriamente nel 1934.

### Interno

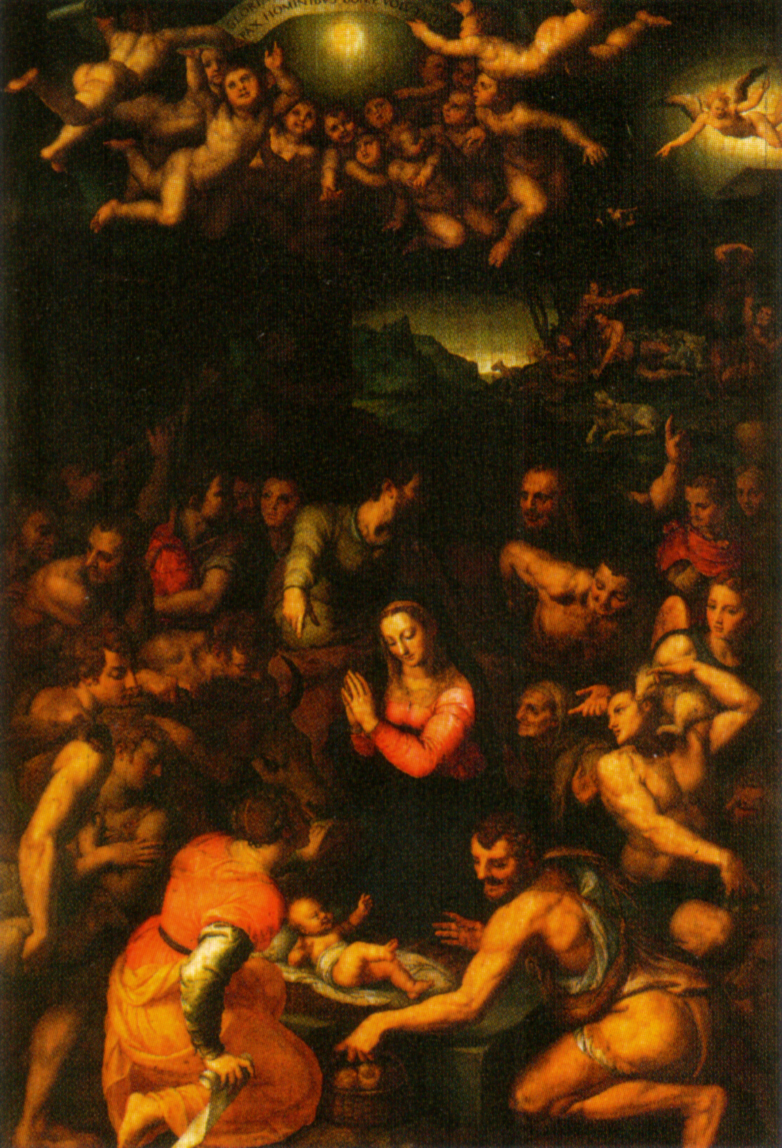
Bronzino, Natività di Cristo

La chiesa aveva una pianta rettangolare a navata unica,  e 4 altari lignei collocati ove, oggi, ci sono le aperture per accedere alle navate laterali.
L'interno è vasto e luminoso e presenta una sontuosa decorazione tesa a celebrare le imprese dell'Ordine dei cavalieri di Santo Stefano.
Tra i numerosi trofei di guerra che adornano la chiesa spicca la preziosa serie di bandiere,  conquistate durante i ripetuti scontri navali con i navigli islamici,  tra la metà del XVI e gli inizi del XVIII secolo.
Antichi fanali di navi sono collocati tra le ampie finestre 
In controfacciata e sul lato destro dall'ingresso sono disposti frammenti policromi in legno scolpito, dicesi, parte di un'imbarcazione da parata dell'ordine, in cui sono scolpite espressive figure di schiavi turchi mischiati ad animali ed armi, della fine del XVII secolo. Le acquasantiere sono di Giovanni Fancelli, scolpite su disegno del Vasari (1568).
Sempre in controfacciata e lungo le pareti sono cinque dipinti a monocromo, con Storie di Santo Stefano papa e martire, unica preziosa testimonianza dell'addobbo allestito per celebrare l'ingresso in città del granduca Ferdinando II (31 marzo 1588), cui si deve la commissione del prezioso soffitto ligneo, intagliato e dorato dall'intagliatore Bartolomeo Atticciati (1604). Il soffitto include sei dipinti su tavola raffiguranti episodi militari e civili dell'Ordine, eseguiti dai principali artisti fiorentini legati al casato mediceo; iniziando dall'altare maggiore troviamo la Vestizione di Cosimo I de' Medici di Ludovico Cardi detto il Cigoli, il Ritorno della flotta dalla battaglia di Lepanto di Jacopo Ligozzi, L'imbarco di Maria de' Medici a Livorno di Cristofano Allori, la Vittoria nell'arcipelago greco di Jacopo Chimenti detto l'Empoli, cui spetta anche La presa della città di Bona, e L'espugnazione della città di Prevesa di nuovo del Ligozzi.

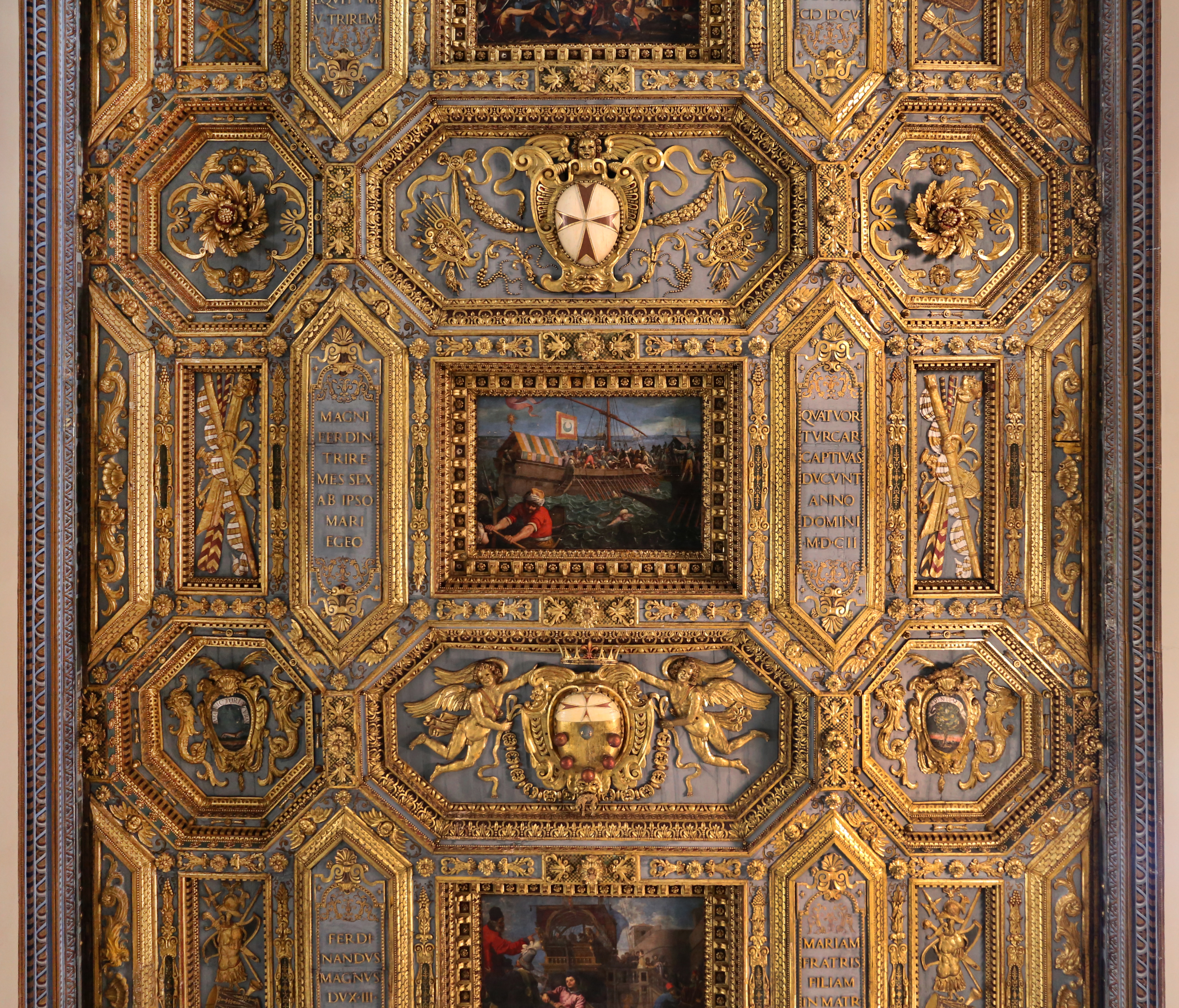
Dettaglio del soffitto ligneo di Santo Stefano

Lungo la parete sinistra sorge il pulpito, in marmi policromi, del fiorentino Chiarissimo Fancelli (1627), proveniente dal duomo. Su quella destra, vicino al presbiterio, il dipinto del pisano Aurelio Lomi con Madonna col Bambino tra i santi Giuseppe e Stefano del 1593, eseguito per il vicino palazzo dell'Ordine dei Cavalieri.
Nel presbiterio spicca il prezioso altare maggiore, realizzato in marmi policromi e bronzo dorato da Giovanni Battista Foggini (1702-09), cui spettano anche le statue di Santo Stefano papa tra le figure allegoriche della Religione e della Fede, e il trono in bronzo con il rilievo della Decapitazione di santo Stefano.
Nell'urna sottostante si conservano le reliquie di Santo Stefano, giunte a Pisa da Trani nel 1682.
Nell'ala destra si conservava la Lapidazione di santo Stefano (1571), del Vasari attualmente esposta in presbiterio.
Nell'ala sinistra si trova la Natività di Cristo del Bronzino (firmata e datata 1564).
Nell'anticamera della Cappella destra è collocato il gruppo scultoreo, in gesso e legno,  con Santo Stefano e le allegorie della Ragione e della Trinità realizzato dal Foggini nel 1683 in occasione della traslazione del corpo del santo. Ancora a Giorgio Vasari spetta il disegno delle due acquasantiere in marmo, all'ingresso della chiesa, realizzate da Giovanni Fancelli nel 1568.
Nell'ala destra, verso l'altare maggiore la Cappella del Santissimo Sacramento è una realizzazione di Florido Galli (1837).

## Organi a canne

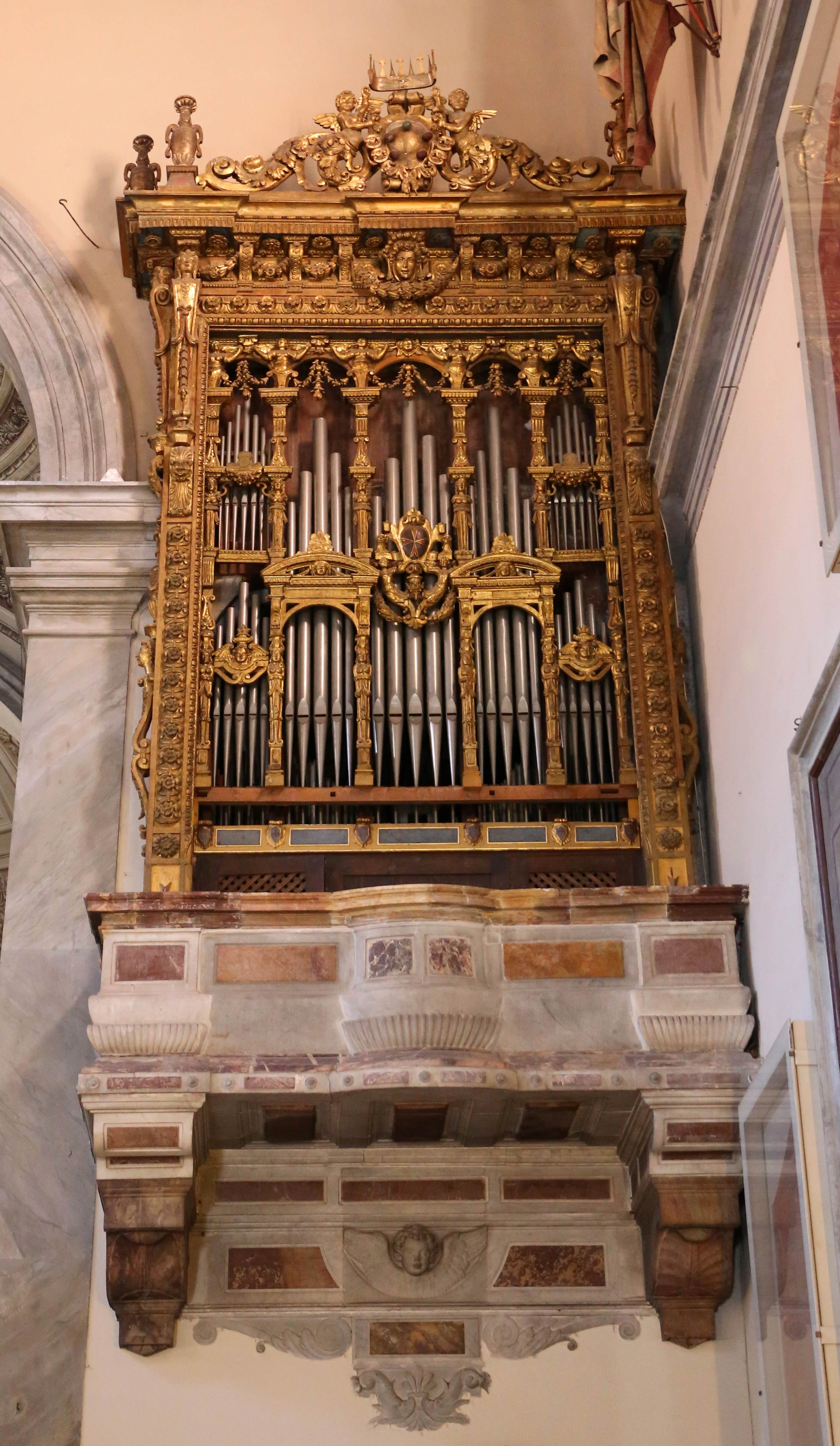
Organo di Zeffirini

Giorgio Vasari pose nel progetto due cantorie ai lati dell'altar maggiore. Successivamente sulla cantoria di destra venne costruito nel 1571 un organo a canne dal cortonese Onofrio Zeffirini. L'organo di sinistra venne in seguito ricostruito nel 1733 dall'organaro senese Azzolino Bernardino della Ciaja (peraltro sepolto nella chiesa); si trattava di uno strumento completamente innovativo contando cinque tastiere (di cui la quinta per il cembalo) e pedaliera.
L'organo di Azzolino Bernardino della Ciaja rimase in buono stato e suonabile per circa 40-50 anni. In seguito cadde in disuso e, insieme all'altro organo, venne ricostruito nel XIX secolo. Nel 1914, Giovanni Tamburini costruì un nuovo strumento (opus 65) al posto dei due precedenti, tuttora presente nella chiesa. L'organo ha tre tastiere di 61 note ciascuna e pedaliera concavo-radiale di 32 note; il sistema di trasmissione è elettrico.
Nella chiesa si trovava, proprietà del "Coro Galilei" della Scuola Normale Superiore, un organo a cassapanca costruito dalla ditta organaria Anselmi-Tamburini. Lo strumento, a trasmissione integralmente meccanica, ha un'unica tastiera di 58 note ed una pedaliera di 12 costantemente unita al manuale.
Detto strumento è stato ritirato e ricollocato in una struttura della Scuola Normale Superiore.
Disposizione fonica Disposizioni foniche di organi a canne/Italia/Toscana/Provincia di Pisa/Pisa/Pisa - Chiesa di Santo Stefano dei Cavalieri - Wikibooks, manuali e libri di testo liberi
Organisti titolari: Gennai Loriano e Gennai Giovanni dal 1983 al 1997 - Barandoni Stefano dal 1999 al 2007 -
Gnudi Riccardo dal 2009 al 2015 - Consoloni Pietro dal 2015.

## Altre immagini

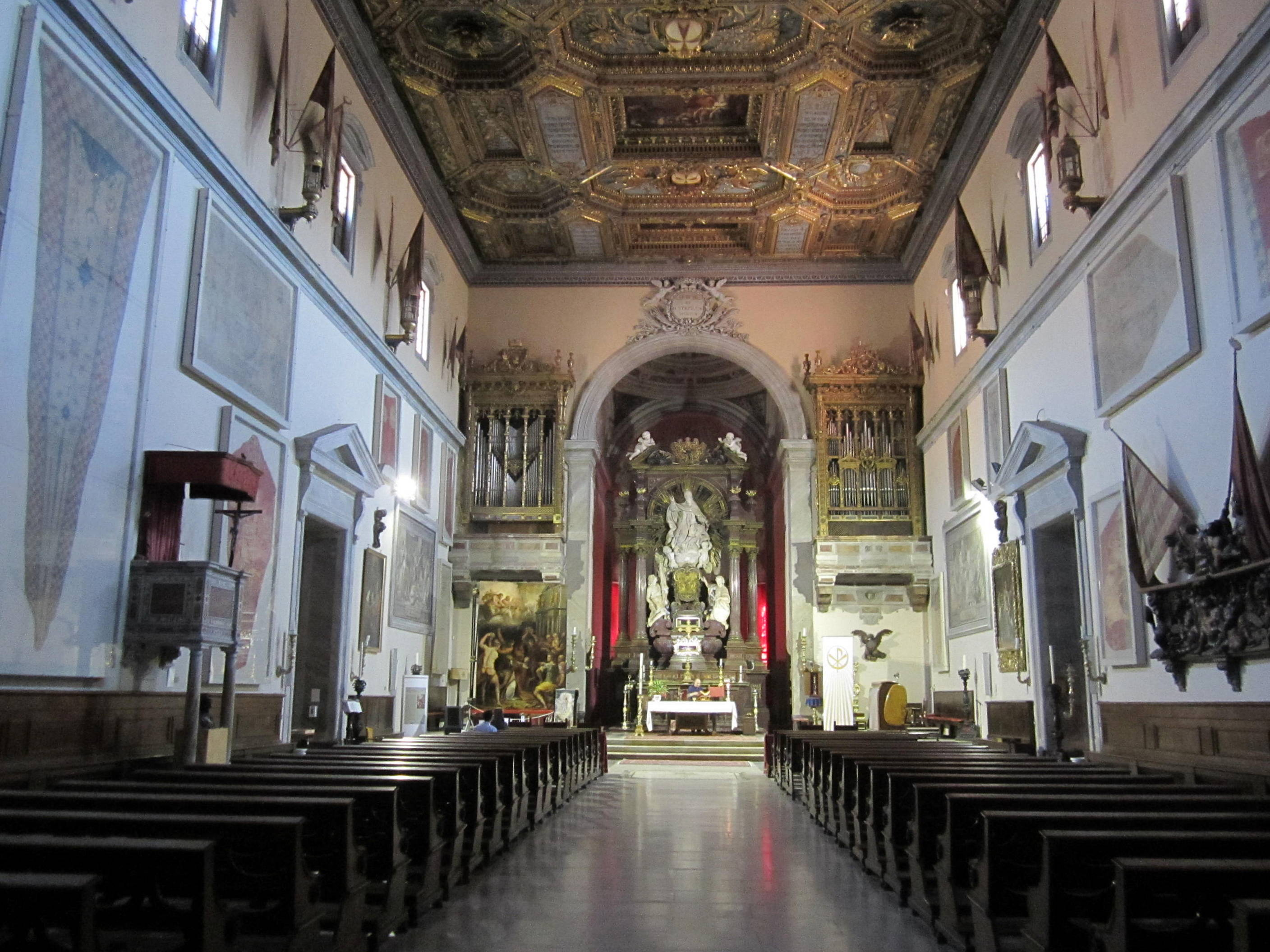
L'interno
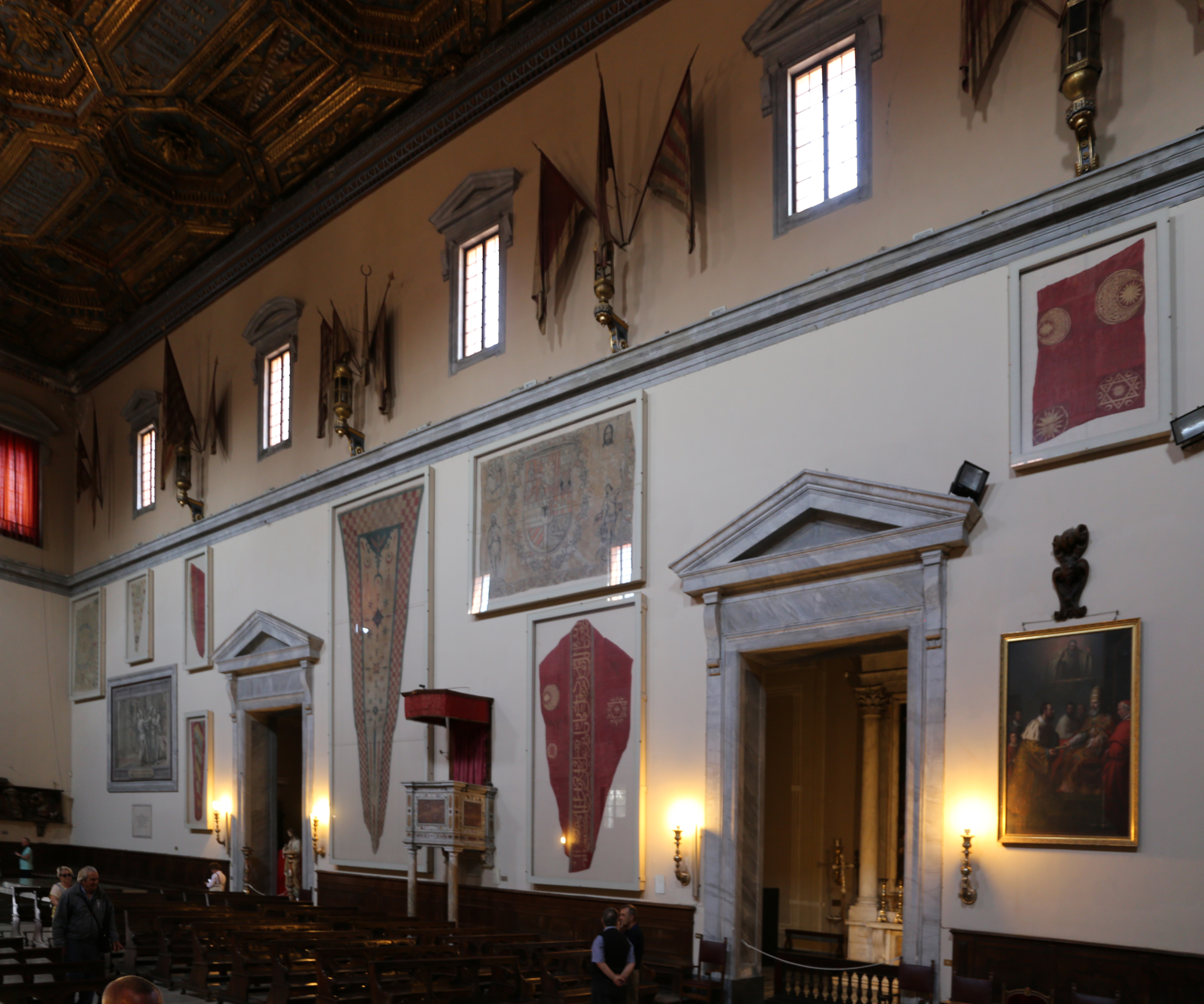
Stendardi ottomani conquistati
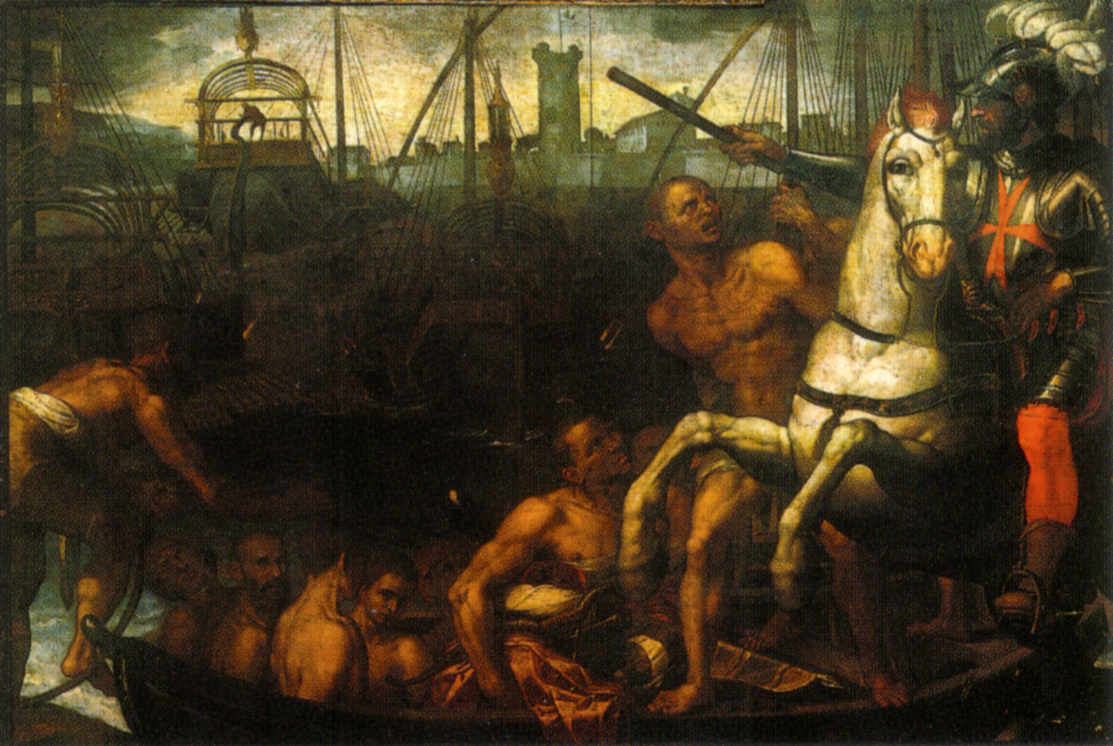
Jacopo Ligozzi, Il ritorno dei cavalieri di Santo Stefano da Lepanto
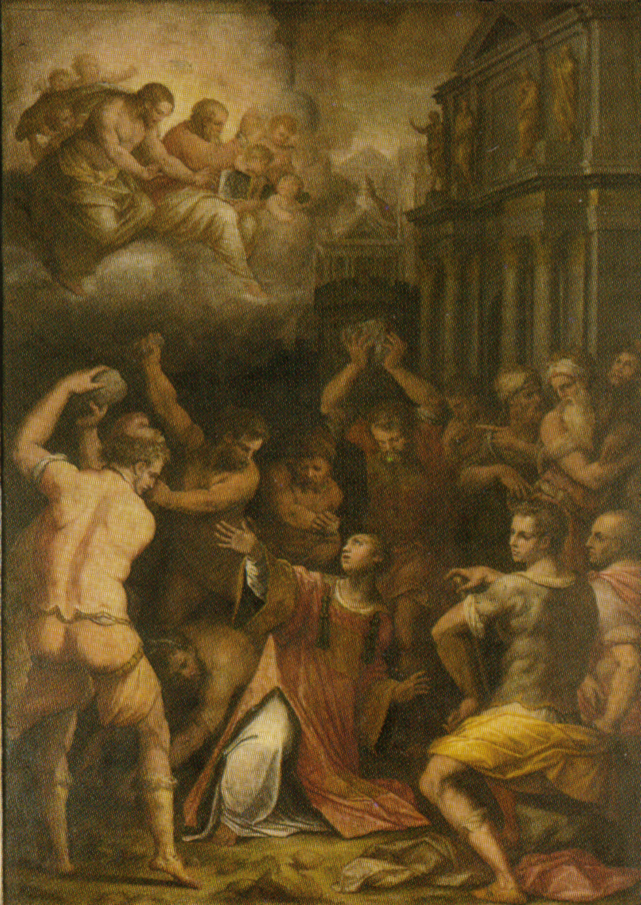
Giorgio Vasari, Lapidazione di santo Stefano
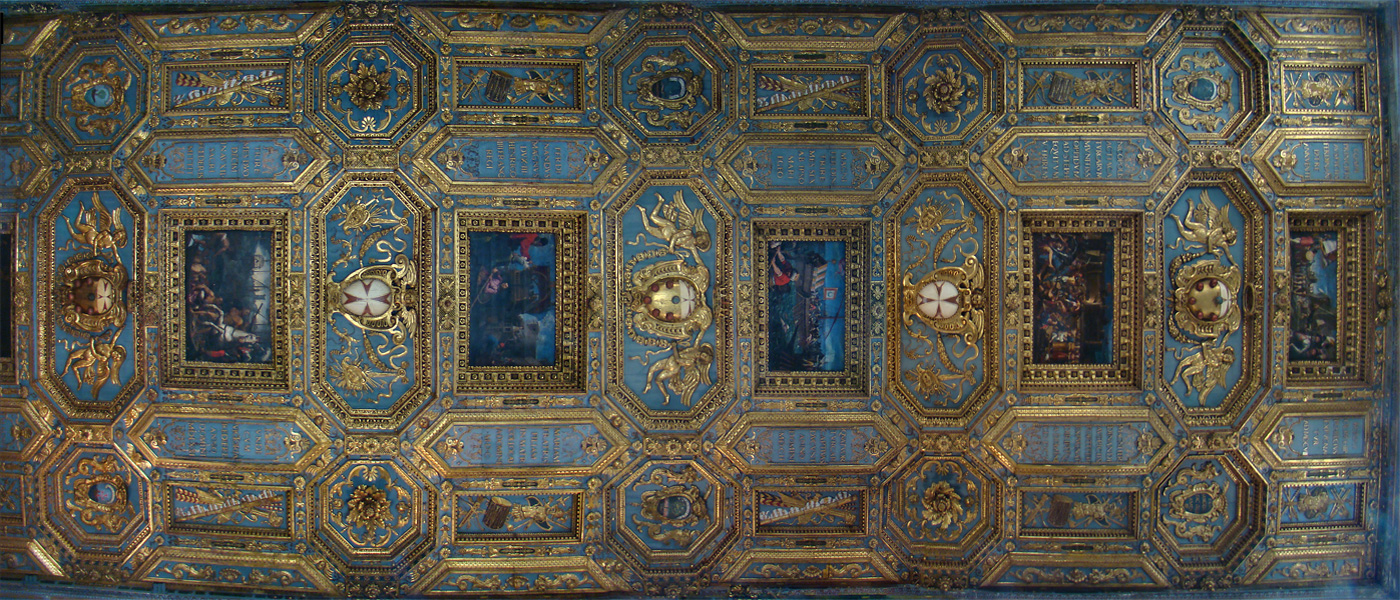
Il soffitto
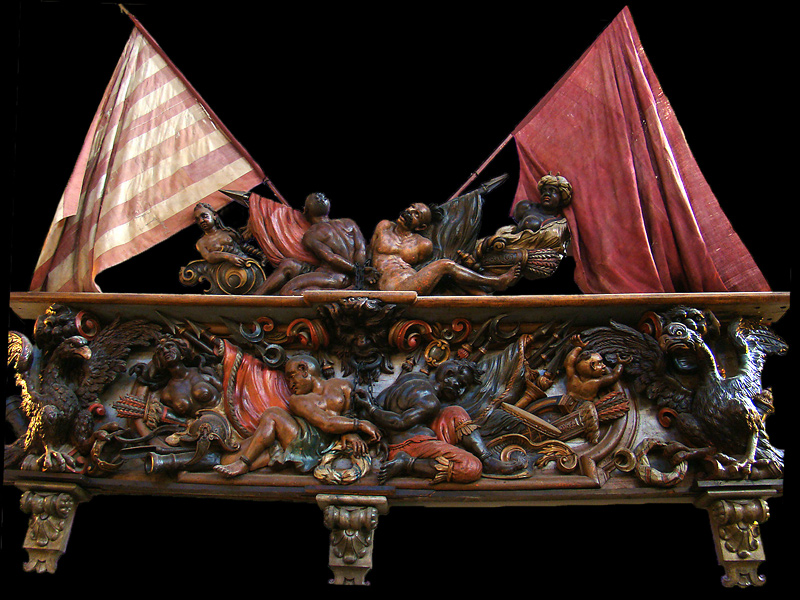
Frammenti dell'imbarcazione
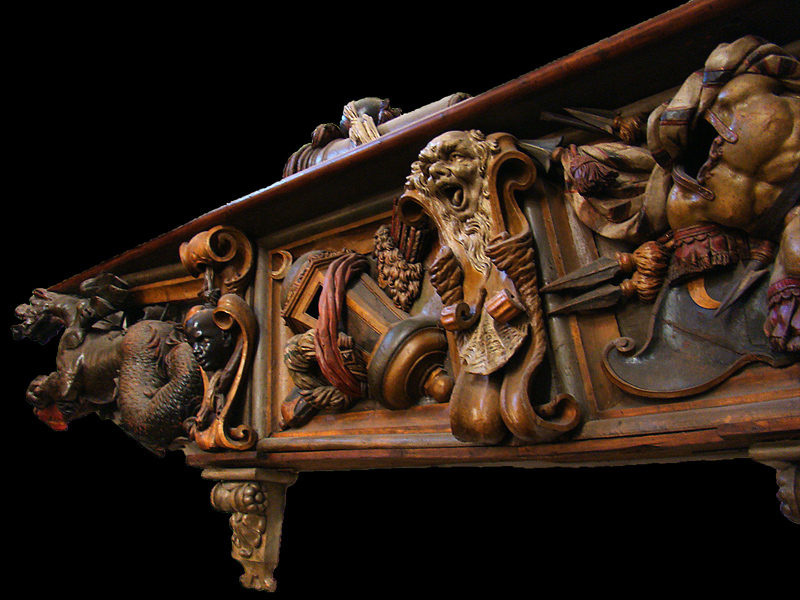
Frammenti dell'imbarcazione